# Bolax sulcicollis
Bolax sulcicollis är en skalbaggsart som beskrevs av Ernst Friedrich Germar 1824. Bolax sulcicollis ingår i släktet Bolax och familjen Rutelidae. Inga underarter finns listade.